# 喷射物毯

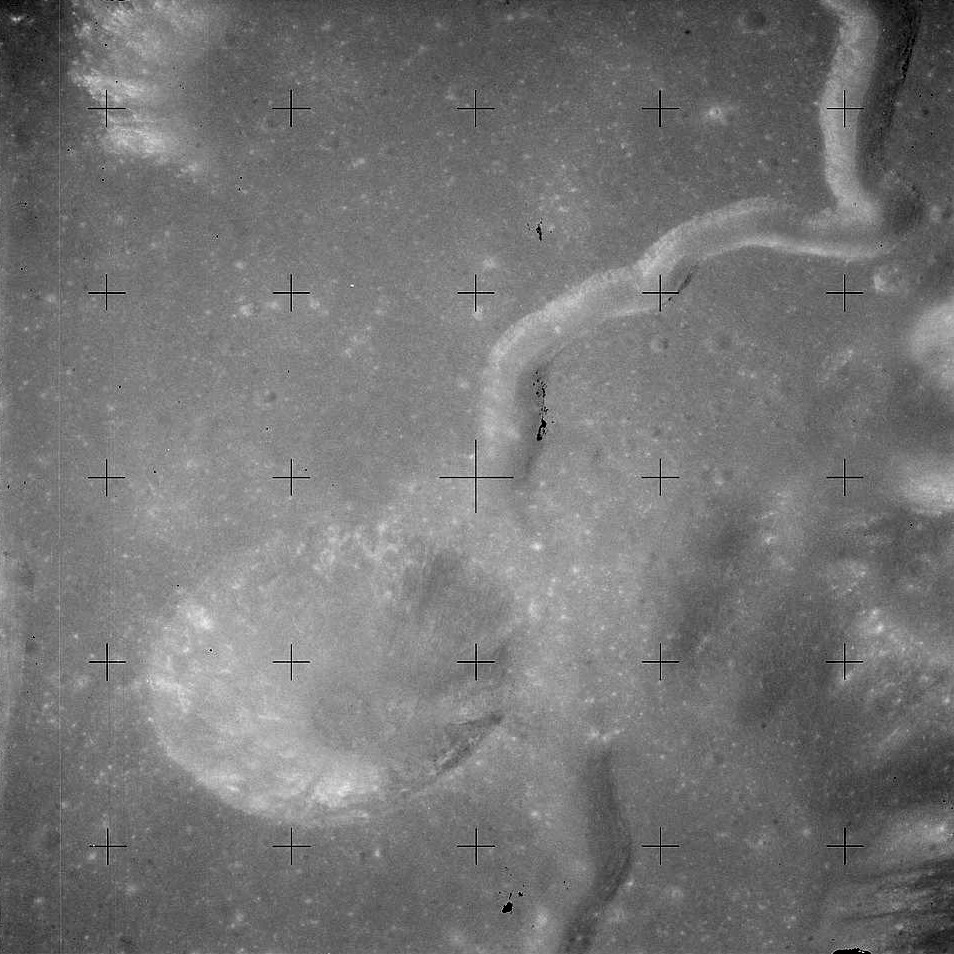
来自哈德利陨石坑的溅射覆盖物填塞了哈德利月溪

喷射物毯(ejecta blanket)通常是一种环绕撞击陨石坑对称分布的喷发物围裙，它在陨坑边缘时很厚，在裙毯的外侧缘处则稀薄且不连续
.

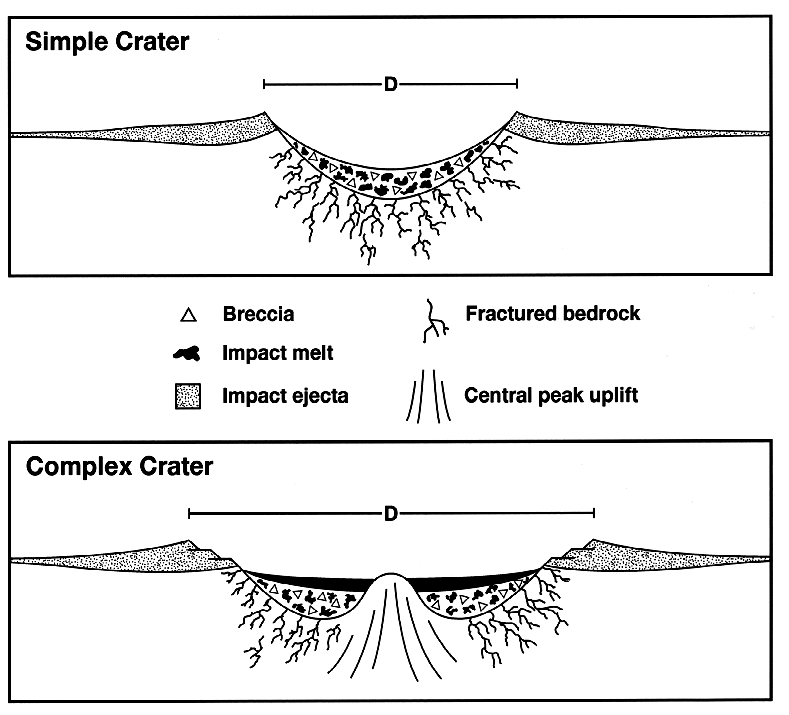
撞击陨石坑结构，显示周围的喷出物。

一次撞击发生后，坠落的碎片会形成一圈围绕陨坑的溅射覆盖层。大约一半的喷出物会落在距陨坑边缘相当于自身半径，或2倍于到中心点的范围内。随着距离的加大，喷射物毯会变得越来变薄，越来越不连续。超过90%的碎片都落在距中心点5倍半径的范围内。落在该区域内的喷出物被认为是近端喷出物。超出半径5倍，不连续的碎片则被认为是远端喷出物。